# روبرتو روميو
روبرتو روميو (بالإيطالية: Roberto Romeo) (27 أبريل 1990 في إيطاليا - ) هو لاعب كرة قدم إيطالي في مركز الوسط. لعب مع نادي كاتانزارو وCS Gaz Metan Mediaș ‏.

## وصلات خارجية
- روبرتو روميو على موقع قاعدة بيانات كرة القدم.إي يو (الإنجليزية)
- روبرتو روميو على موقع Soccerway.com (الإنجليزية)